# Processindustri
Processindustri är en betydande del av tillverkningsindustrin. Den kännetecknas av att den bearbetar råvaror eller halvfabrikat genom processer som förändrar materialets kemiska eller fysikaliska struktur, till exempel genom upphettning, valsning, malning, destillering, gjutning, blandning etc, eller genom kemiska eller biologiska processer såsom jäsning.
Typiska drag är också att verksamheten är storskalig och processerna mer eller mindre kontinuerliga, samt att produkterna i första hand går som insatsvaror till andra delar av industrin. Men många undantag finns, som å ena sidan oljeraffinaderier som producerar bränsle som går direkt till konsumenterna, å andra sidan till exempel bagerier, som är processindustri i kraft av att bearbetningen och jäsningen förändrar de ingående råvarorna på ett irreversibelt sätt, även om driften varken är storskalig eller kontinuerlig.
Processindustrin har stor ekonomisk betydelse i hela den industrialiserade världen. Den är också ofta både energi- och naturresurskrävande. Exempel på globalt betydande processindustri är petrokemisk industri, stålverk, pappersbruk, cementframställning, livsmedelsindustri och läkemedelsindustri. Även gruvdrift och annan råvaruutvinning brukar räknas till sektorn. Avfallsåtervinning är också en allt viktigare del av processindustrin.
I Svensk näringsgrensindelning (SNI)  och dess europeiska motsvarighet NACE  särredovisas inte processindustri. Den ingår till stora delar i kategorin tillverkningsindustri tillsammans med verkstadsindustrin. Där ingår dock inte gruvindustri eller annan utvinnings- och återvinningsverksamhet.